# AAE Ahaus Alstätter Eisenbahn
AAE Ahaus Alstätter Eisenbahn AG mit Sitz in Baar (Schweiz) war mit 30'000 Güterwagen einer der grössten privatwirtschaftlichen Güterwagenvermieter in Europa. Sie gehört seit Anfang 2015 zur VTG AG. Zunächst wurden die Waggons mit einer neuen Logo-Kombination aus dem der VTG und den AAE-Schriftzeichen versehen. 2018 war die Eingliederung in die VTG weitgehend vollzogen, die Vermietung der Waggons erfolgt über die VTG. Waggons tragen aber noch das Halterkürzel AAEC.
Niederlassungen bestanden in allen grösseren europäischen Ländern. Instandsetzungen und Hauptuntersuchungen der Güterwagen wurden europaweit durchgeführt. Zur Organisation des operativen Geschäfts wurden drei Gesellschaften nach luxemburgischem Recht gegründet (AAE Railcar S.à.r.l., AAE RaiLease S.à r.l. und AAE Wagon Finance S.A.). Die AAE ist auch Mitglied im internationalen Eisenbahnverband UIC.

## Geschichte
Im Februar 1989 wurde die Ahaus-Alstätter Eisenbahn GmbH (AAE) durch Andreas Goer mit dem Zweck der Waggonvermietung gegründet; dazu wurde die Konzession der Ahaus-Enscheder Eisenbahn, einer 9 Kilometer langen Nebenstrecke, übernommen, die dem Unternehmen Zugang zum System Eisenbahn und damit auch zu allen technischen Richtlinien und Verträgen im europäischen Schienenverkehr verschaffte. Im Sommer 1990 folgte die Auflösung des Betriebsführungsvertrages mit dem letzten Betreiber und die Übergabe an die Deutsche Eisenbahn-Gesellschaft (DEG), welche die Strecke bis 2007 auf dem Teilstück Ahaus–Alstätte betrieb (das niederländische Teilstück Alstätte–Enschede war schon 1971 abgebaut worden).
Im Jahr 1994 beteiligte sich der führende US-amerikanische Güterwagenvermieter General American Transportation Corporation (GATX) mit einer Minderheitsbeteiligung von 37,5 % an der AAE-Gruppe, die damals einen Bestand von 2500 Waggons aufwies. Nachdem die Waggonanzahl nach 19 Jahren kontinuierlich auf 30'000 gesteigert werden konnte, kaufte die AAE den GATX-Anteil an AAE Cargo im September 2013 zurück.
Die AAE hat 2002 ihren Unternehmenssitz nach Baar (Schweiz) verlegt und dort die beiden Aktiengesellschaften AAE Ahaus Alstätter Eisenbahn AG und AAE Ahaus Alstätter Eisenbahn Cargo AG gegründet.
Am 29. September 2014 wurde bekanntgegeben, dass die VTG AG die AAE übernimmt. Nach Zustimmung der Kartellbehörden konnte die Übernahme, die durch eine Kapitalerhöhung von 34 Prozent finanziert wurde, Anfang Januar 2015 abgeschlossen werden. Der bisherige deutsche Hauptaktionär Andreas Goer erwarb durch Aktientausch einen Anteil von 25,62 % an der VTG.